# Тилявський літературно-меморіальний музей Уласа Самчука
Тилявський літературно-меморіальний музей Уласа Самчука — музей в селі Тилявці Кременецького району Тернопільської області у приміщенні місцевої загально-освітньої школи. .Директорка - Оксана Волянюк.

## Загальне
Шумщина, регіон що знаходиться на Тернопільщині, оточений багатьма лісами та ріками. Також на Шумщині славиться пам’ятками культури - стародавніми храмами та монастирями. Тут розміщений штаб ОУН-УПА Кропиви-Крука, історико-архітектурна пам’ятка Данилів град, музеї. Одним з таких музеїв є музей українського політика, видатної постатті української прози XX ст. -  Уласа Самчука.

## Про музей
Музей створений у с. Тилявка,  де проживав письменник. Розміщений на базі Тилявецького НВК.
Музей Уласа Самчука має у своєму складі 5 відділів: 4 - експозиційні та 1-науковий. Заснований музей 27 вересня 1993 року за ініціативи місцевого етнодослідника, вчителя історії Тилявецького НВК - Панасюка Петра. Очільницею його створення стала дружина Уласа Самчука, яка була і директором  Ексклюзивного пансіонату ім. І. Франка в м. Торонто (Канада) Є. Пастернак. Саме в цьому пансіонаті доживав останні роки свого життя письменник.
У 1994 році пані Пастернак передала із м. Торонто багатющі фонди матеріалів, творів та особисті речі Уласа Самчука.
У фондах музею нараховується близько п’яти тисяч експонатів. Це рукописи , листи , грамоти, а також меморіальні речі. У розпорядженні музею є особиста бібліотека письменника, яка нараховує  більше тисячі примірників, які досі в Україні не видавалися. Майже  вісімдесят відсотків з дарчими надписами Уласу Самчуку від авторів. Період життя Уласа Самчука поділений на період його першої і другої європейської еміграції, період еміграції в Канаду і період національно-визвольних змагань на теренах Тернопільської області. Першим директором музею став Петро Панасюк.
20 лютого 2005 року перед школою в Тилявці, у якій міститься меморіальний музей письменника, відкрито погруддя Уласа Самчука.

## Адреса
47124 Тернопільська обл.,
Кременецький р-н,
с. Тилявка

## Графік роботи
Музей працює з неділі по вівторок, з четверга по п"ятницю. Вихідні дні середа, субота.

## Галерея

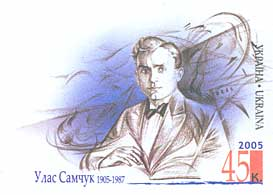
Марка України 2005 р.
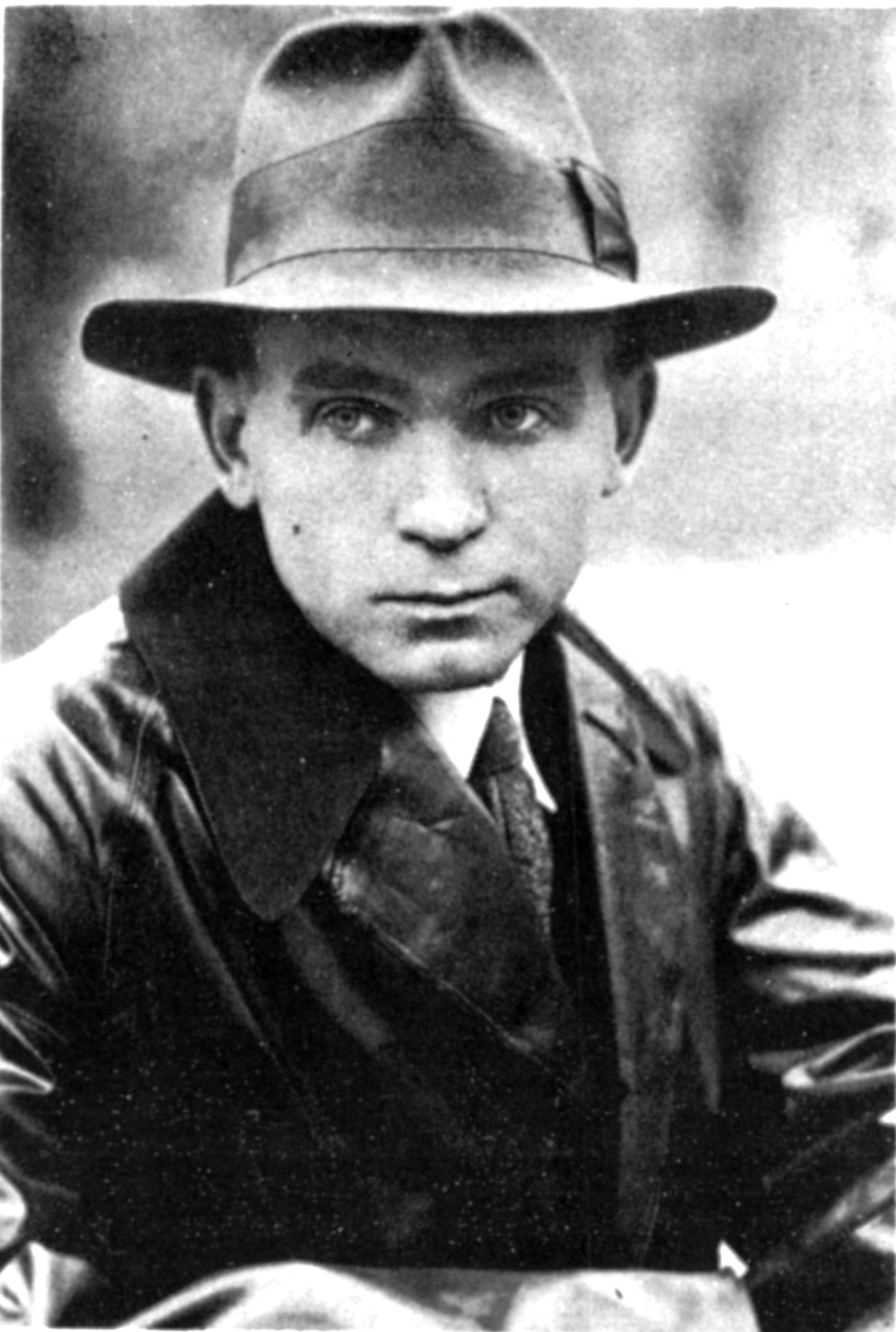
Фото Уласа Самчука